# Vụ đánh bom Mitsubishi Heavy Industries 1974
Vụ đánh bom Mitsubishi Heavy Industries năm 1974 (tiếng Nhật: 三菱重工爆破事件) là vụ đánh bom khủng bố trụ sở tập đoàn Mitsubishi Heavy Industries ở Tokyo, Nhật Bản vào ngày 30 tháng 8 năm 1974, giết chết 8 người và làm bị thương 376 người khác. Vụ đánh bom này do một tổ chức cực tả chống Nhật mang tên Mặt trận Vũ trang chống Nhật Đông Á thực hiện nhằm chống lại Tập đoàn Mitsubishi Heavy Industries vì đã cung cấp vũ khí quân sự cho nước Mỹ dùng để đối đầu với Việt Nam Dân chủ Cộng hòa trong chiến tranh Việt Nam. Sự kiện này từng được coi là vụ tấn công khủng bố đẫm máu nhất ở Nhật Bản cho đến vụ tấn công bằng khí sarin trên tàu điện ngầm Tokyo năm 1995.

## Bối cảnh
Mặt trận Vũ trang chống Nhật Đông Á (Higashi Ajia Hannichi Busō Sensen; EAAJAF) là một tổ chức cực tả của Nhật Bản, chịu ảnh hưởng của phong trào Cánh tả Mới. Được thành lập vào năm 1972, nhóm này tán thành thuyết vong quốc phản Nhật của cộng sản, với khuynh hướng vô chính phủ. EAAJAF coi Đế quốc Nhật Bản là "ác quỷ hoàn toàn" và lên án chiến tranh Thái Bình Dương là một "cuộc chiến tranh xâm lược" do Nhật Bản gây ra. Năm 1971, tổ chức tiền thân của EAAJAF đã phát động chiến dịch ném bom phi sát thương chống lại nhà nước Nhật Bản, đặc biệt là nhắm vào các biểu tượng gắn liền với chủ nghĩa đế quốc Nhật Bản, nhưng vào năm 1974 họ đã leo thang chiến dịch bao gồm cả việc sử dụng bạo lực.
Ngày 14 tháng 8 năm 1974, EAAJAF đã cố gắng cho nổ cây cầu mà đoàn tàu hoàng gia của Thiên hoàng Hirohito đang đi qua, mà họ đặt cho mật danh "Chiến dịch Cầu Vồng" nhưng kế hoạch này liền bị hủy bỏ vì có một thành viên để lộ tung tích trước khi khởi sự. Ngày hôm sau Mun Se-gwang, thành viên người Nhật gốc Hàn thuộc Chongryon và một tổ chức chiến binh cực tả gắn liền với EAAJAF, mưu toan ám sát Tổng thống Park Chung-hee của Hàn Quốc. Bất chấp việc Mun không giết được Park, cuộc tấn công đã làm xấu đi mối quan hệ Nhật Bản – Hàn Quốc vốn đã mong manh và khuyến khích chi bộ Sói của EAAJAF thực hiện các vụ đánh bom khủng bố mới để gây thiện cảm với Mun. EAAJAF bèn nhắm mục tiêu vào Mitsubishi Heavy Industries, một tập đoàn lớn của Nhật Bản chuyên sản xuất vũ khí quân sự mà sau này được phía Mỹ sử dụng để chống lại Việt Nam Dân chủ Cộng hòa trong chiến tranh Việt Nam vào đầu thập niên 1970.

## Diễn biến
Các thành viên thuộc chi bộ 'Sói' (Ōkami) của EAAJAF đã đặt hai quả bom hẹn giờ tự chế cực mạnh (chứa 45 kg chất nổ) trong một chậu hoa ở lối vào khu trụ sở chính của tập đoàn Mitsubishi Heavy Industries ở quận Marunouchi sầm uất của Tokyo. EAAJAF đã cảnh báo qua điện thoại cho những người bên trong tòa nhà tám phút trước khi vụ nổ xảy ra nhưng liền bị bác bỏ vì họ coi đây chỉ là trò đùa, và thêm một lời cảnh báo khác được đưa ra bốn phút sau khi lời cảnh báo đầu tiên bị phớt lờ, nhưng tổng đài điện thoại vẫn không thực hiện thủ tục sơ tán. Một trong những quả bom không phát nổ nhưng quả còn lại thì phát nổ lúc 12 giờ 45 phút (UTC+9), lúc đó là khoảng giờ ăn trưa. Tám người chết: năm người thiệt mạng ngay lập tức (bao gồm hai nhân viên của Mitsubishi) trong khi ba người khác chết sau khi nhập viện ngay sau đó. Ước tính có khoảng 376 người bị thương trong vụ nổ, với khoảng 330 người được đưa đến bệnh viện, trong đó có 116 người là nhân viên của Mitsubishi. Vụ nổ đã làm nổ tung tất cả kính của tòa nhà văn phòng cao 11 tầng, cũng như kính của các tòa nhà đối diện bao gồm trụ sở của Mitsubishi Electric, và đủ lớn để có thể nghe thấy từ Shinjuku, cách đó hơn 5 kilômét (3,1 mi). Xe cộ và một số cây cối trên đường phố cũng bị phá hủy.

## Hậu quả
Vụ đánh bom gây ra nhiều thiệt hại hơn EAAJAF dự kiến do không có sơ tán, gây ra sự phẫn nộ trong giới truyền thông. Một biên tập viên cho biết "Vụ việc này là một thách thức nghiêm trọng nhất đối với xã hội của chúng ta. Bản thân xã hội là mục tiêu và nạn nhân". Tờ Japan Times đã kích động nhằm "thể hiện sự phẫn nộ của công chúng" đối với những kẻ khủng bố. Tuy nhiên, Thủ tướng cánh hữu Tanaka Kakuei cũng như lãnh đạo các đảng cánh tả vẫn giữ im lặng về vụ việc. Sự lo lắng của người dân Tokyo tăng lên sau hai vụ đánh bom khác do nhóm này thực hiện trong thành phố vào năm 1974, mà cảnh sát vẫn chưa thể bắt giữ được.
Các thành viên của EAAJAF mãi về sau mới bị bắt vào ngày 19 tháng 5 năm 1975. Năm 1987, Daidoji Masashi và Masunaga Toshiaki bị kết án tử hình. Daidoji, thủ lĩnh nhóm chi bộ Sói trước đây, cho biết trong các phiên tòa rằng vụ đánh bom này là "một sai lầm". Tháng 5 năm 1999 khi đang chờ đợi tử hình, lần đầu tiên anh ta xin lỗi các nạn nhân, nói rằng "Việc chúng tôi gây ra thương vong là điều tôi không thể biện minh được. Tôi muốn xin lỗi từ tận đáy lòng mình". Daidoji qua đời vào ngày 24 tháng 5 năm 2017 tại Nhà giam Tokyo.
Vụ đánh bom Mitsubishi Heavy Industries năm 1974 là vụ tấn công khủng bố nguy hiểm nhất dựa theo định nghĩa của tiêu chuẩn hiện đại đã xảy ra ở Nhật Bản vào thời điểm đó và vẫn là vụ tấn công nguy hiểm nhất trong hơn hai thập kỷ cho đến khi xảy ra vụ tấn công bằng khí sarin trên tàu điện ngầm Tokyo vào ngày 20 tháng 3 năm 1995 khiến 12 người thiệt mạng.